# Кавињи
Кавињи (фр. Cavigny) насеље је и општина у северној Француској у региону Доња Нормандија, у департману Манш која припада префектури Сен Ло.
По подацима из 2011. године у општини је живело 208 становника, а густина насељености је износила 30,68 становника/km². Општина се простире на површини од 6,78 km². Налази се на средњој надморској висини од 34 метара (максималној 66 m, а минималној 2 m).

## Демографија
| 1962. | 1968. | 1975. | 1982. | 1990. | 1999. | 2011. |
| ----- | ----- | ----- | ----- | ----- | ----- | ----- |
| 321   | 361   | 349   | 306   | 269   | 243   | 208   |

График промене броја становника у току последњих година